# 2290 Helffrich
A 2290 Helffrich (ideiglenes jelöléssel 1932 CD1) a Naprendszer kisbolygóövében található aszteroida. Karl Wilhelm Reinmuth fedezte fel 1932. február 14-én.